# Леушинська (11258844020, Шенкурський район)
Леушинська (рос. Леушинская) — присілок в Шенкурському районі Архангельської області Російської Федерації.
Населення становить 21 особу. Входить до складу муніципального утворення Шеговарське муніципальне утворення.

## Історія
Від 1937 року належить до Архангельської області.
Від 2004 року належить до муніципального утворення Шеговарське муніципальне утворення.

## Населення
| 2002 | 2010 | 2012 |
| ---- | ---- | ---- |
| 23   | ↘22  | ↘21  |